# ایتپارا
ایتپارا (به لاتین: Aitpara) یک منطقهٔ مسکونی در بنگلادش است که در استان چیتاگونگ واقع شده‌است.